# Jan Meppel

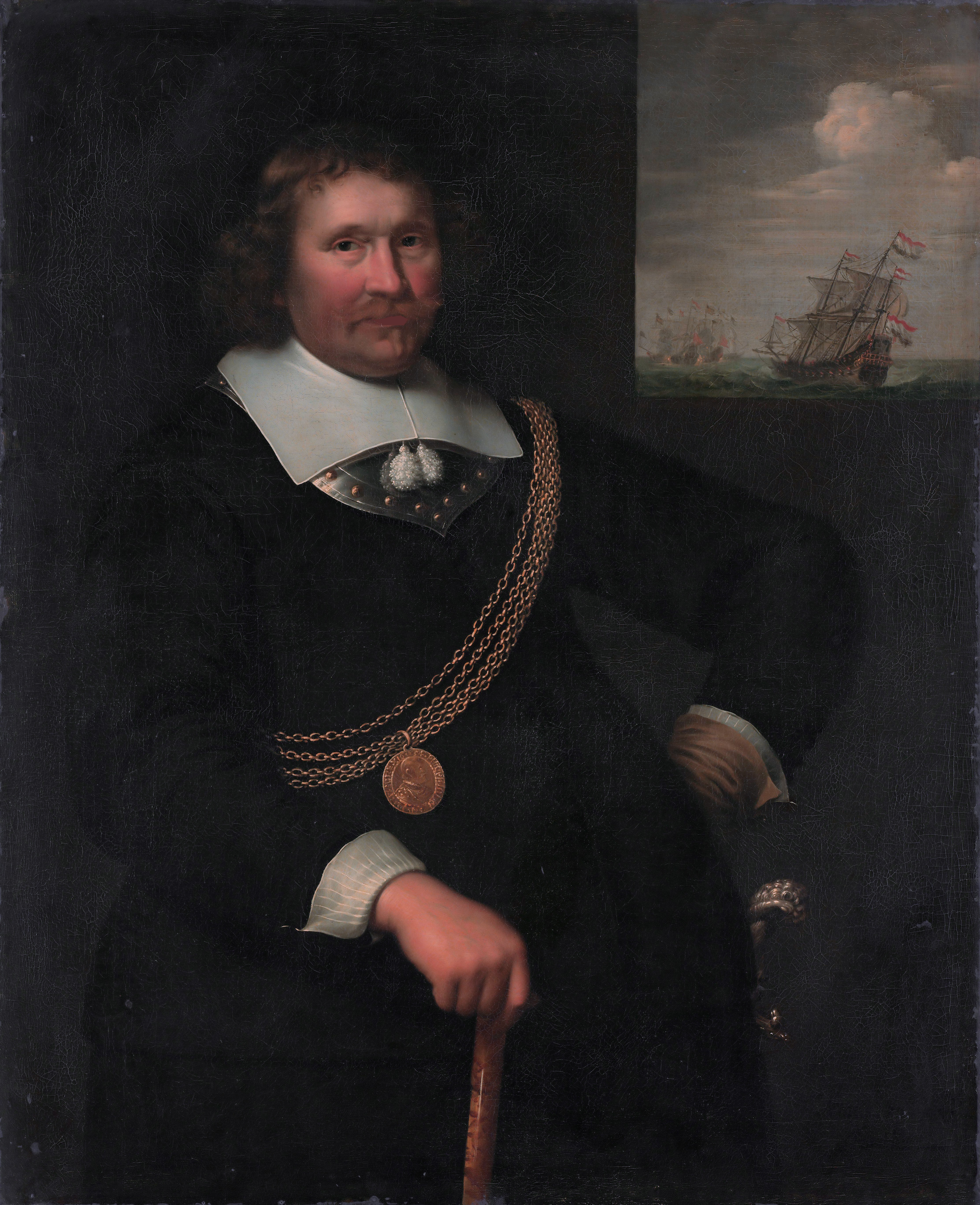
Portret van Jan Meppel (Jan Albertsz Rotius, 1661)

Jan Corneliszoon Meppel (Hoorn, 1609 - aldaar, 2 november 1669) was een Nederlands admiraal uit de 17e eeuw.
Jan Meppel werd geboren in 1609 in Hoorn. Hij trad in dienst van de Admiraliteit van het Noorderkwartier. In 1659 werd hij viceadmiraal als opvolger van Pieter Florisse die gesneuveld was in de Slag in de Sont. Viceadmiraal was toen de hoogste rang bij die admiraliteit. Meppel deed mee aan de bevrijding van de Deense eilanden dat jaar, in de vloot van Michiel Adriaanszoon de Ruyter. In 1661 opereerde Meppel in de Middellandse zee op de Noorderkwartier (50 kanonnen). In 1664 deed hij met hetzelfde schip mee aan De Ruyters strafexpeditie tegen de Britten in West-Afrika en Amerika. Dat levert nog wat conflicten op: Meppel, immers gelijk in rang, heeft moeite zich te schikken in het oppergezag van De Ruyter en handelt steeds naar eigen goeddunken. Als de laatste hem hierover in de "krijgsraad" de les leert, komt het tot hoge woorden, volgens het journaal van De Ruyter "te erg om op te schrijven". Meppel noteert op zijn beurt in zijn journaal dat mijnheer De Ruyter zeker denkt dat hij de Paus van Rome is. In de aanloop naar de Tweede Engels-Nederlandse Oorlog werd Meppel bij afwezigheid op 29 januari 1665 bevorderd tot luitenant-admiraal, zodat hij een gelijke rang zou hebben met de hoogste vlagofficier bij de Admiraliteit van de Maze. Omdat hij nog in Amerika was moest Cornelis Tromp het bevel voeren over de "Hoorner vleugel" van de Westfriese schepen tijdens de Slag bij Lowestoft.
Meppel vocht op de Westfriesland (78 kanonnen) in de Vierdaagse Zeeslag, de Tweedaagse Zeeslag en de Tocht naar Chatham zonder echter door uitzonderlijke verrichtingen de aandacht op zich te vestigen. Hij werd bij de eerste twee zeeslagen ingezet als tweede eskadercommandant onder Tromp, zodat de eer naar zijn superieur ging. In de Tweedaagse Zeeslag bleek de Westfriesland vanwege doornageling van de schade opgelopen tijdens de Vierdaagse Zeeslag zo zwaar geworden dat Meppel Tromp niet kon volgen toen die de Engelse achterhoede een halve dag achternajoeg. Daardoor ervoer hij het als extra onrechtvaardig dat hij samen met Isaac Sweers in de openlijke schrobbering betrokken werd die De Ruyter Tromp gaf, toen diens eskader zich eindelijk bij de rest van de vloot in Vlissingen gevoegd had. Net als Sweers legde hij het echter al snel weer met De Ruyter bij. Jan Meppel stierf op 2 november 1669 in Hoorn.